# Чарлевил
Вижте пояснителната страница за други значения на Чарлевил.
Ча̀рлевил (на английски: Charleville; на ирландски: Ráth Luirc и An Ráth , изговаря се [ˈtʃɑrlɛvɪl]) е град в южната част на Ирландия, графство Корк на провинция Мънстър. Основан е през 17 век от граф Роджър Бойл. Съвременното име на града Чарлевил идва от названието Чарлстаун (Charles Town) при основаването му през 17 век. Има жп гара от 19 март 1849 г. Населението му е 2984 жители от преброяването през 2006 г. 